# Joao Baptista Siqueira
Joao Baptista Siqueira (født 8. juli 1906 i Paraiba - død 5. november 1992 i Rio de Janeiro, Brasilien) var en brasiliansk komponist, pianist, dirigent, lærer og musikolog. Joao Baptista som er bror til José de Lima Siqueira, studerede komposition, klaver og direktion på National Institue of Music i Rio de Janeiro hos bl.a. Francisco Mignone og Antonio Francisco Braga.
Han har skrevet en symfoni, orkesterværker, en opera, klaverstykker, symfoniske digtninge, kammermusik og religiøse værker. Siqueira var lærer i komposition og harmonilærer på National School og music of the University of Brazil.

## Udvalgte værker
- Symfoni "Nordeste" (1963) - for klaver og orkester
- "Jandia" (1947) - (Symfonisk digtning) - for orkester